# 间隔重复
间隔重复（英語：Spaced repetition）是一种利用心理学间隔效应，通过不断复习所学内容并逐步增加两次复习间的时间间隔来提升效率的学习技巧。
间隔重复适用于诸多学习情境，特别是学习者需要牢固记忆大量知识的情形，比如外语词汇的学习，尤其是在目标语言的基础词汇数量很大的时候。

## 研究和应用
將间隔重复應用到学习上的观点最初見於塞西尔·阿莱克·梅斯1932的著作《學習心理學》中：“那些關於恰當分佈學習時間的發現大概是最爲重要的……对知识的复习和回顾应该反复多次，并且逐渐增加时间间隔，比如一天、两天、四天、八天，以此類推。”
1939年，H·F·Spitzer在爱荷华州对36名学生进行了一项实验，验证了间隔重复方法的效果。这一工作起初並未引起关注，直到20世纪60年代，认知心理学家亞瑟·梅爾頓、托馬斯·蘭道爾及羅伯特·A·比約克再次研究了间隔时间对于复习效果的影响。大概在同一时间，皮姆斯勒語言計畫率先决定将间隔重复理论应用于语言学习。1973年，瑟巴斯坦·莱特纳发明了他的「莱特纳系统」——一种基于抽认卡的全功能间隔重复学习系统。
随着20世纪80年代个人计算机的普及，基于间隔重复方法的软件被广泛应用于计算机辅助语言学习。通过软件的自动发放和统计，学习者可以通过间隔重复的方法辨认数以千计的抽认卡。 
为了使用户达到目标水平（例如，在任何给定时间点正确辨认90％的卡片），软件会调整重复的时间间隔。难以辨认的词汇经常出现，并且简单词汇出现频率较低，其词汇难度由软件根据用户的辨认正确率确定。